# Кодекс за социално осигуряване
 Кодексът за социално осигуряване (съкратено КСО) е нормативен акт, част от българското действащо законодателство, приет от Народното събрание и обнародван в Официален раздел на Държавен вестник, бр. 110 от 17 декември 1999 г., след това многократно изменян. До 2003 г. заглавието му е Кодекс за задължително обществено осигуряване.
Този закон урежда обществените отношения, свързани с:
- държавното обществено осигуряване при общо заболяване, трудова злополука, професионална болест, майчинство, безработица, старост и смърт;
- допълнителното социално осигуряване, което включва, допълнителното задължително пенсионно осигуряване при старост и смърт, допълнителното доброволно пенсионно осигуряване във фондове за допълнително доброволно пенсионно осигуряване при старост, инвалидност и смърт или във фондове за допълнително доброволно пенсионно осигуряване по професионални схеми при старост, както и допълнителното доброволно осигуряване за безработица и/или професионална квалификация.

Кодексът съчетава управляване на част от средствата от държавата с управляване от частни дружества, но по-съществено е, че се комбинират две системи (обща сметка при държавното и персонални сметки при допълнителното), за да се преодолеят недостатъците на двете поотделно.
Средствата се използват за изплащане на пенсии и обезщетения.

## Държавно обществено осигуряване
Част първа (чл. 2 – 120 КСО) урежда традиционното за България обществено осигуряване по разходнопокривната система. Националният осигурителен институт управлява средствата, обособени в 5 фонда. Преобладава задължителното осигуряване.
Осигурените социални рискове, осигурените лица и осигурителните фондове са посочени в следната таблица:
| чл. 4 чл. 2, ал. II | алинея       | алинея       | I          | II           | III, IV  | VI       | III         | VI          | V          |         |
| чл. 4 чл. 2, ал. II | точка        | точка        |            |              | 1 – 4    |          | 5, 6        |             |            |         |
| точка и фонд        | лица рискове | лица рискове | служители  | < 40 ч./мес. | свободни | свободни | гр. договор | гр. договор | чужбина    | чужбина |
| точка и фонд        | лица рискове | лица рискове | вкл. пенс. | вкл. пенс.   |          | пенс.    |             | пенс.       | вкл. пенс. |         |
| 2. Пенсии           | Смърт        | Смърт        |            |              |          |          |             |             |            |         |
| 2. Пенсии           | Старост      |              |            |              |          |          |             |             |            |         |
| 2. Пенсии           | ОЗ           | инвал.       |            |              |          |          |             |             |            |         |
| 1. ОЗ и майчинство  | ОЗ           | врем.        |            |              |          |          |             |             |            |         |
| 1. ОЗ и майчинство  | Майчинство   |              |            |              |          |          |             |             |            |         |
| 3. ТЗ и ПБ          | ТЗ           | ТЗ           |            |              |          |          |             |             |            |         |
| 3. ТЗ и ПБ          | ПБ           |              |            |              |          |          |             |             |            |         |
| 4. Безработица      | Безработица  | Безработица  |            |              |          |          |             |             |            |         |

Доброволното държавно осигуряване е отбелязано с по-блед цвят.
Съкращения: врем. – временна неработоспособност или временна намалена работоспособност; инвал. – инвалидност; ОЗ – общо заболяване; ПБ – професионална болест; пенс. – пенсионери; ТЗ – трудова злополука.
Категориите лица в отделните алинеи на чл. 4 КСО са:
I – служители: работници и служители за работа над 5 дни (40 ч.) месечно, вкл. в съдебната власт, МО, „Гр. Защита“, изборни, вероизповедания, член-кооператори и лица по втори трудов договор; наетите по социални програми не се осигуряват срещу безработица; държавни служители, вкл. в МВР, МО, ГДИН, ДАНС, „Гр. Защита“; член-кооператори без трудов договор (не се осигуряват за безработица!); ДУК, синдици, ликвидатори.
II – 40 ч.: лица с трудов договор за до 5 дни (40 ч.) месечно
III 1 – 4 – свободни: регистрирани като упражняващи занаятчийска дейност или свободна професия; ЕТ, членове на ТД, участници в ГДЗЗД (без тези с ДУК и ликвидатори); земеделски и тютюнопроизводители.
III 5, 6 – гр. договор: лица, сключили граждански договори и неосигурени на друго основание; с граждански договори осигурени на друго основание (такива пенсионери не могат да се осигуряват доброволно).
V- чужбина: български граждани изпратени в чужбина само от български посредник
VII: (безработен) съпруг на дипломатически служител – като пенсионер.
Съгласно чл. чл. 18 ал. I т. 2 се поддържа и петият фонд – „Пенсии, несвързани с трудова дейност“.

## Допълнително социално осигуряване
Втората част на КСО (чл. 120а – 343) предвижда универсални и професионални фондове да се управляват от пенсионноосигурителни (специализирани лицензирани акционерни) дружества, като средствата се натрупват и разходват по капиталовопокривната система.
Лицата, родени след 31.12. 1959 г., и всички лица, работещи при първа и втора категория труд, участват в задължително допълнително пенсионно осигуряване.
Съществува и трети стълб на пенсионната система – доброволно допълнително социално осигуряване, по което всяко лице над 16 г. може да бъде осигурено за пенсия, а всяко осъществяващо трудова дейност лице – срещу безработица.